# 吉瓊
32°21′S 57°12′W / 32.350°S 57.200°W
吉瓊（西班牙語：Guichón），是烏拉圭的城鎮，位於該國西部，由派桑杜省負責管轄，距離首府派桑杜100公里、皮涅拉20公里，始建於1903年，海拔高度91米，2011年人口5,039。